# Оскар Питърсън
Оскар Еманюел Питърсън (на английски: Oscar Emmanuel Peterson) е изтъкнат канадски джаз-пианист и композитор.
Дюк Елингтън го нарича Махараджата на клавиатурата, а за приятелите си той е просто Оу Пи. Издава над 200 записа, получава множество награди и отличия. Нареждан е сред най-великите джаз-пианисти, след като е свирил на хиляди концерти по цял свят в кариерата си от над 60 години.

## Биография
Питърсън е роден в семейство на имигранти от Антилите; баща му работи като служител на Канадската тихоокеанска железопътна мрежа. Израства в квартал Малка Бургундия в Монреал, провинция Квебек. Всяко от 5-те деца свири на различен инструмент. Бащата им става неговият първи учител, а сестра му Дейзи обучава момчето на класическо пиано.
Първоначално, още на 5-годишна възраст, Оскар започва да се занимава с тромпет, очарован от Луис Армстронг, но наченки на белодробна туберкулоза го принуждават да се откаже и да седне на пианото. Строгото обучение на баща му и на други учители обаче не го отблъсква от клавишите.
Така през 1940 г. 14-годишният Питърсън печели национален конкурс по музика, организиран от Канадската радиоразпръскваща корпорация. Така получава възможност да участва в редовните седмични радиоемисии на корпорацията. След този триумф Оскар напуска училището, за да стане професионален пианист, работещ за седмично радио предаване и свирещ по хотели и концертни зали.
Някои от музикантите, оставили най-дълбок отпечатък върху кариерата на младия Питърсън са Теди Уилсън, Нат Кинг Коул, Джеймс Пи Джонсън и Арт Тейтъм. Едно от първите запознанства с таланта на Тейтъм са от тийнейджърските му години. Тогава Оскар е толкова стреснат от чутото, че се разочарова от собственото си свирене и за няколко седмици отказва да изпълнява по какъвто и да е повод. По собствените му думи, „Тейтъм ме уплаши до смърт“. В крайна сметка Тейтъм и Питърсън стават приятели, макар че Питърсън винаги се стеснява при сравняванията с Тейтъм; по тази причина той рядко свири в присъствието на Арт Тейтъм.
Постепенно Оскар Питърсън разширява изпълнителския си диапазон; заучава основите на класическото пиано – свири прелюдии и фуги от Йохан Себастиан Бах. Започвайки с естетиката на Арт Тейтъм, Питърсън възприема неговите музикални идоли – главно пиано-концертите на Сергей Рахманинов. Рахманиновите хармонизации, както и директни цитати от неговия Втори пиано-концерт, се долавят в импровизациите на Питърсън

## Кариера
Музикантската кариера на Оскар Питърсън протича без куриози – забелязали уникалния му талант, различни музикални формации отправят покани към него. Той не отхвърля повечето предложения – работи със знаменития за времето си оркестър на Ози Робъртс, като междувременно участва като водещ инструменталист в турнетата на Ела Фицджералд.
Важна стъпка в неговата кариера е присъединяването му към компаниите на Норман Гранц и неговия проект Джаз във Филхармонията. Гранц открива Оскар Питърсън по особен начин. Когато се качва на такси за монреалското летище, той чува по радиото концертен запис на Питърсън от местен нощен клуб. Гранц е смаян от чутото и поръчва на шофьора да го отведе до клуба, за да се запознае с пианиста. Като резултат през 1949 г. Гранц представя Питърсън в Карнеги Хол, Ню Йорк
Оскар Питърсън води активна концертна и звукозаписна дейност. Работи с музиканти от ранга на Луис Армстронг, Рей Браун, Хърб Елис, Сам Джоунс, Джо Пас, Мишел Льогран, Колман Хокинс, Рой Елдридж, Бен Уебстър, Милт Джаксън, Барни Кесъл, Ед Тигпен, Нилс-Хенинг Йорстед Педерсен, Стефан Грапели, Били Холидей, Кларк Тери, Анита О'Дей, Фред Астер, Дизи Гилеспи и Стан Гец. Особено интересни са джем-сешъните, които прави с оркестъра на джазовата легенда Каунт Бейзи.
Питърсън е такъв виртуоз, че знаменитият му сънародник Глен Гулд в един от радиокоментарите си възкликва: „Слушах го. Когато се замислих дали това изобщо може да бъде изсвирено само с две ръце, се появи и трета. Може би ръката на Господа? Браво!“

### Дуети
Оскар Питърсън прави множество изпълнения в дует и записва с контрабасистите Рей Браун, Сам Джоунс и Нилс-Хенинг Йорстед Педерсен, китаристите Джо Пас, Ървин Ашби, Хърб Елис и Барни Кесъл, пианистите Каунт Бейзи, Хърби Хенкок, Бени Грийн, Оливър Джоунс и Кийт Емерсън, тромпетистите Кларк Тери и Луис Армстронг, и много други големи имена в джаза. Неговите дуетни изпълнения с контрабасиста Рей Браун са сред най-дългогодишните партньорства в историята на джаза. А дуото му с китариста Джо Пас от 1970-те е смятано за един от висшите образци в жанра.

### Трио
Оскар Питърсън дава нова дефиниция на джаз-триото, като извежда и тримата изпълнители до най-високото равнище. Най-характерно е триото с Рей Браун и Хърб Елис. В началото на 50-те Питърсън започва да свири с Рей Браун и Чарли Смит във формация „Оскар Питърсън Трио“. През 60-те и 70-те прави множество записи за трио, в които се открояват неговите пиано-изпълнения, разкриващи в по-голяма степен сложния му стил, в който се чувстват влияния от различни жанрове в джаза, популярната и класическата музика.

### Последни години
През 1993 г. Оскар Питърсън е поразен от инсулт, но успява да преодолее здравословните си проблеми и продължава да свири макар и с една ръка.
През 2005 г. излиза за последен път пред публика на фестивала в Монтрьо, Швейцария.

### Отличия
Оскар Питърсън е носител на 8 награди – „Грами“, включително за цялостно творчество. Почетен доктор е на над 12 университета в САЩ.
През 1993 г. става първият джаз-музикант, отличен с престижната награда на името на Глен Гулд.

## Избрана дискография
- 1951 – Oscar Peterson At Carnegie Hall
- 1952 – This Is Oscar Peterson
- 1952 – The Gershwin Songbooks
- 1956 – Plays Count Basie
- 1957 – The Oscar Peterson Trio At The Stratford Shakesperean Festival
- 1958 – The Oscar Peterson Trio With Sonny Stitt, Roy Eldridge And Jo Jones At Newport
- 1959 – Ben Webster Meets Oscar Peterson
- 1959 – The Cole Porter Songbook
- 1959 – The Jazz Soul Of Oscar Peterson
- 1959 – The Silver Collection
- 1960 – Exclusively For My Friends (4 CD)
- 1961 – The Sound Of The Trio
- 1961 – Very Tall
- 1962 – West Side Story
- 1963 – Night Train
- 1964 – Canadian Suite
- 1964 – Live in Ljubljana
- 1965 – We Get Requests
- 1965 – With Respect To Nat
- 1968 – My Favorite Instrument (соло)
- 1969 – Motions & Emotions
- 1971 – Reunion Blues
- 1974 – Oscar Peterson & Dizzy Gillespie
- 1974 – Oscar Peterson In Russia (2 CD)
- 1975 – The More I See You
- 1982 – History Of An Artist
- 1987 – History Of An Artist. Vol. 2
- 1988 – Oscar Peterson And Friends
- 1988 – Oscar Peterson Plays Jazz Standards
- 1990 – Encore At The Blue Note
- 1990 – Oscar Peterson „Round Midnight“
- 1990 – Saturday Night At The Blue Note
- 1992 – Exclusively For My Friends (4 CD)
- 1992 – Oscar Peterson & Freddie Hubbard „Face To Face“
- 1995 – Christmas
- 1995 – More I See You
- 1997 – Oscar In Paris
- 1998 – Ultimate Oscar Peterson
- 1998 – Oscar Peterson & Benny Green
- 1999 – A Summer Night In Munich
- 2000 – Trail Of Dreams-A Canadian Suite